# Теодорс Бергс
Теодорс Бергс (латис. Teodors Bergs; 27 липня 1902, Рига, Російська імперія — 3 жовтня 1966, Рига, СРСР) — латвійський і радянський шахіст, багаторазовий призер чемпіонатів Латвії з шахів.

## Кар'єра шахіста
1926 року Теодорс Бергс посів 2-ге місце на чемпіонаті Латвії і чемпіонаті Риги. У 1932 році лише поразка у фінальному матчі (2,5:5,5) проти Мовши Фейгінса позбавила Теодорса Бергса звання чемпіона Латвії. 1935 року посів 3-тє місце на міжнародному турнірі в Таллінні, а 1937-го виборов звання національного майстра перемігши в матчі Вольфганга Хазенфусса. Цей успіх дозволив Теодорсу Бергсу взяти участь у міжнародному турнірі в Кемері, де за дуже сильної конкуренції він посів 14-те місце (зіграв унічию з переможцем С. Решевським і чемпіоном світу А. Алехіним). 1940 року переміг на великому турнірі найкращих шахістів Латвії в Ризі. У 1941 році на чемпіонаті Латвії посів 7-ме місце.
Після Другої світової війни Теодорс Бергс активно брав участь у відновлення шахового життя в Латвії. 1948 року посів почесне 3-тє місце на чемпіонаті Латвії і того ж року в складі команди Латвії взяв участь у півфіналі командного чемпіонату СРСР у Ризі. Наступного року завершив свої виступи у фіналах чемпіонатів Латвії, посівши 12-те місце.